# Henri van Booven

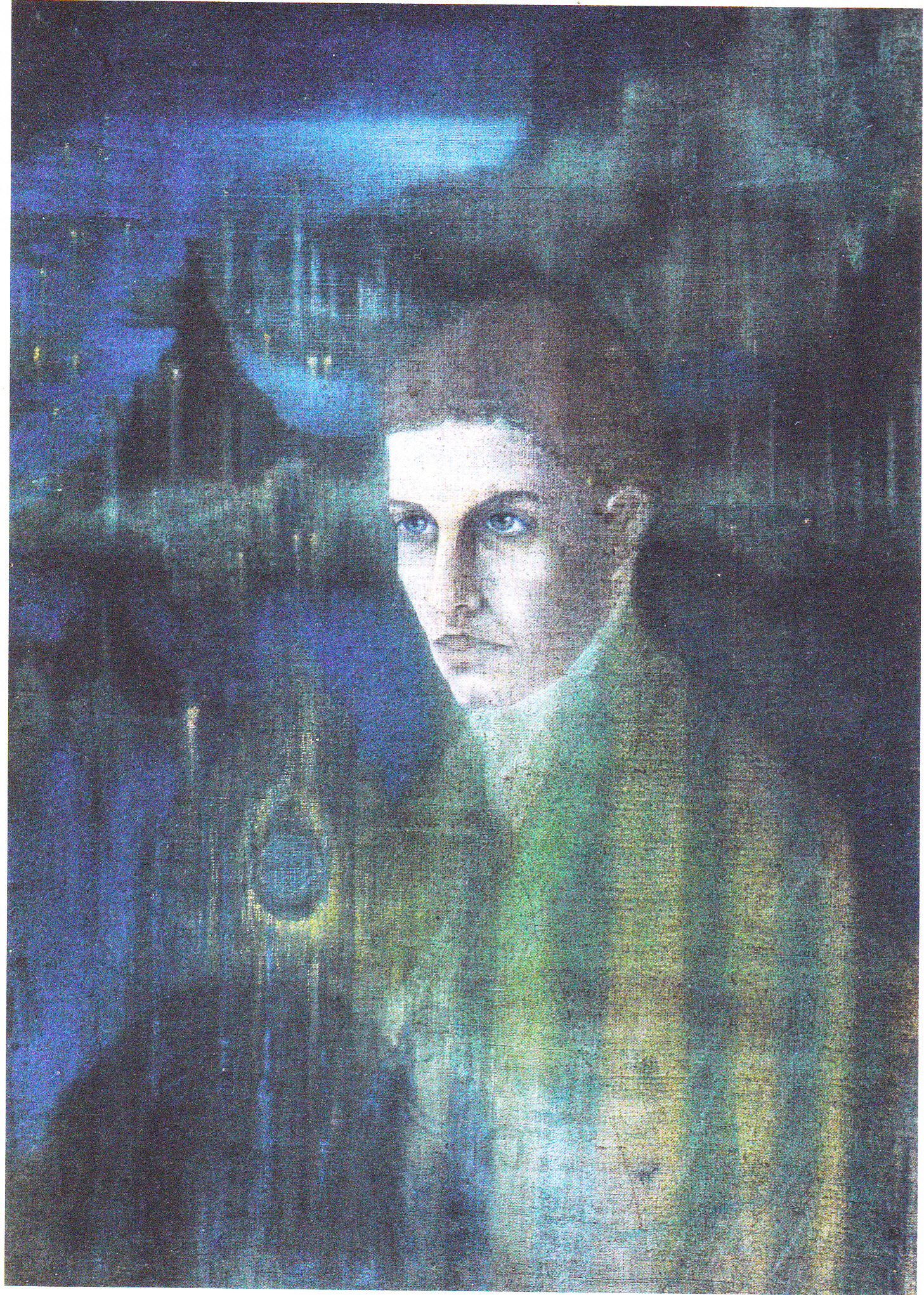
Henri van Booven (1901)
av Carel de Nerée tot Babberich

Henri van Booven, född 17 juli 1877 och död 31 januari 1964, var en nederländsk författare.
Van Booven kom efter en tids vistelse i Kongo som journalist åter till Holland. Han skildrade i romanen Tropenwee (1904) kolonilivets sidor.